# Günther Behnisch
Günter Behnisch (Dresden, 12 de junho de 1922 — Stuttgart, 12 de julho de 2010) foi um arquitecto alemão, tendo sido um dos mais proeminentes arquitectos do movimento designado por Arquitetura desconstrutivista.

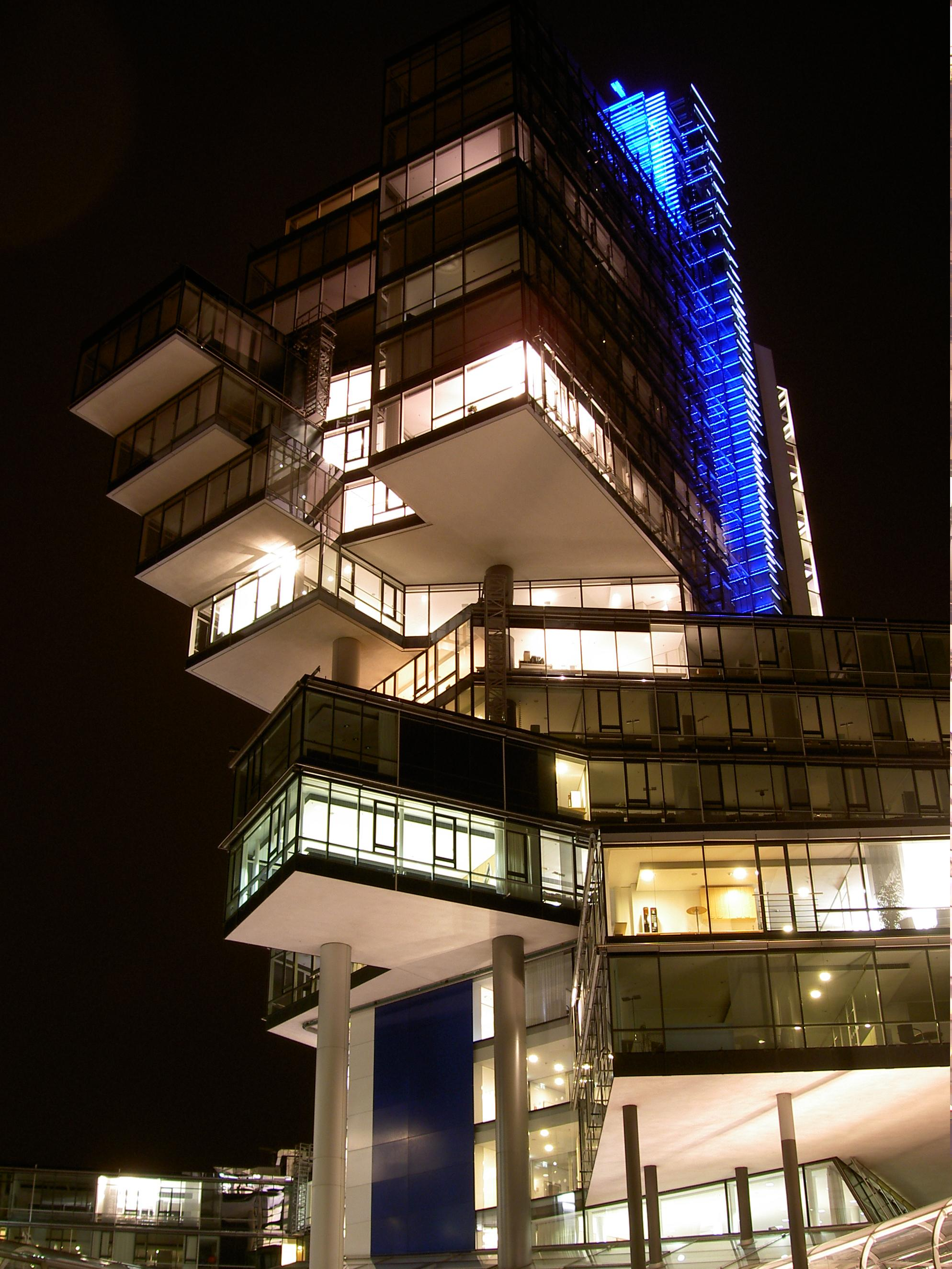
Banco NordLB em Hanôver

## Biografia
Behnisch nasceu em Lockwitz perto de Dresden, sendo o segundo entre três filhos de seus pais. Ele estudou eem um grande número de escolas, devido ao fato de seu pai, um social-democrata ter sido preso e sua família  realocada para Chemnitz pelo novo governo nazista.
Behnisch se voluntariou para entrar para a marinha (Kriegsmarine), aos 17 anos, já que esta era uma alternativa menos onerosa do que o trabalho obrigatório ou o alistamento ao exército. Ele se tornou em 1944, comandante de U-Boot, sendo um dos mais jovens comandantes de submarinos durante a Segunda Guerra Mundial.. No final da guerra, entregou seu submarino para os britânicos e tornou-se um prisioneiro de guerra em Featherstone Castle, em Northumberland.
Behnisch inicialmente treinou para ser pedreiro e em seguida, em 1947 matriculou-se para estudar arquitetura na Universidade Técnica de Stuttgart.

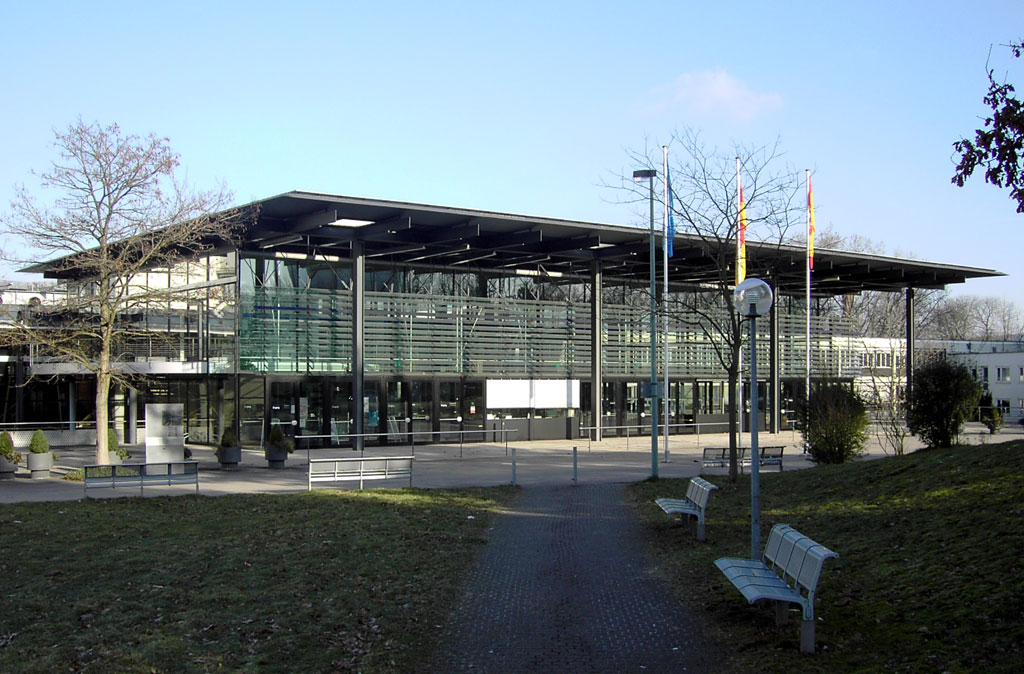
plenário do Bundestag alemão em Bonn

Um de seus projetos mais notáveis foi o novo parlamento na capital da Alemanha Ocidental, Bonn. Embora ele tenha vencido  o concurso de arquitetura em 1973, a construção só começou em 1987, e foi concluída em 1992.